# Melody Hill
Melody Hill ist ein Census-designated place (CDP) in Vanderburgh County im US-Bundesstaat Indiana. Die Volkszählung von 2020 erfasste 3.689 Einwohner. Der CDP wurde im Jahr 2002 erstmals vom Census definiert.

## Lage
Der Ort liegt bei den Koordinaten 38° 1' 26.21" Nord und 87° 30' 43.23" West auf einer Höhe von 124 Metern über dem Meeresspiegel im Nordosten von Evansville. Die 3,58 km² große Fläche des Gebietes setzt sich zusammen aus 3,54 km² Land- und 0,04 km² Wasserfläche. Westlich des Gebietes verläuft die US-41, östlich die Interstate 69.